# 1711 en philosophie
Chronologie de la philosophie
- 1707
- 1708
- 1709
- 1710
- 1711
- 1712
- 1713
- 1714
- 1715

L’année 1711 a été marquée, en philosophie, par les événements suivants :

## Publications
- Alessandro Pascoli : Sofilo senza maschera, imprimerie de Gio. Francesco Buagni, Rome, 1711.

- Christian Thomasius : Weitere Erläuterungen der neueren Wissenschaft anderer Gedanken kennen zu lernen.

## Naissances
- 7 mai[1] : David Hume[3] (décédé le 25 août 1776) est un philosophe, économiste et historien écossais. Il est considéré comme un des plus importants penseurs des Lumières écossaises (avec Adam Smith et Thomas Reid) et est un des plus grands philosophes et écrivains de langue anglaise[4]. Fondateur de l'empirisme moderne (avec Locke et Berkeley), l'un des plus radicaux par son scepticisme, il s'opposa tout particulièrement à Descartes et aux philosophies considérant l'esprit humain d'un point de vue théologico-métaphysique : il ouvrit ainsi la voie à l'application de la méthode expérimentale aux phénomènes mentaux[6].

## Décès
- John Norris (né en 1657) fut un philosophe et théologien anglais.

- 26 février à Paris : Claude Frassen, né en 1620 à Péronne, est un franciscain philosophe et théologien scotiste.